# Маріуш-Станіслав Яскульський
Ма́ріуш Станісла́в Яску́льський (пол. Mariusz Stanisław Jaskólski; ? — 1683) — державний, політичний і військовий діяч Речі Посполитої. Представник шляхетського роду Яскульських гербу Лещиць. Воєвода чернігівський (1680—1683) і подільський (1683), сенатор. Стражник великий коронний. Каштелян сяноцький (1663—1689) і київський (1676—1683), староста кременчуцький і стулінський. Учасник Хмельниччини (1648—1657), також московської (1654—1667), Північної (1655—1660), козацької (1666—1671) та турецької воєн (1672—1676).

## Біографія
Походив із Сяноцької землі в Галичині. У молоді роки служив в Україні під командуванням гетьмана Миколая Потоцького. У 1648 році у званні ротмістра козацької корогви і військового стражника брав участь у Корсунській битві з військами Богдана Хмельницького.
Після розгрому урядової армії Речі Посполитої разом із гетьманами Миколаєм Потоцьким і Мартином Калиновським, яких узяли в полон, а Хмельницький віддав їх у винагороди Тугай-бею, відправився в татарський полон. Був випущений через кілька днів за викуп у 300 талерів і вирушив до Польщі для збору викупу за Миколая Потоцького (120 000 злотих).
Учасник битв під Берестечком і Білою Церквою в 1651 році на чолі корогви під орудою М.Потоцького.
У 1652 бився при тритижневій обороні Кам'янця-Подільського від 60-тисячного війська Богдана Хмельницького. Брав участь у поході в Молдавію проти об'єднаних сил Тимоша Хмельницького і господаря Василя Лупула, облозі Сучави і битви під Жванцем (1653).
У 1654–1655 роках тричі був послом у Криму, домігся укладення наступально-оборонного союзу проти козаків і Московської держави. Крім того, відвозив ханські та королівські дари. Завдяки його дипломатичним зусиллям в Польщу прибув хан Мехмед IV Герай на чолі орди, яка серйозно вплинула на співвідношення сил Речі Посполитої і козацького війська Хмельницького. У 1655 брав участь в Охматівській битві.
Під час шведського потопу залишився вірним королю Польщі. У 1656 році ще раз був направлений посланником у Крим, успішно провів переговори, в результаті чого проти шведів у підтримку Речі Посполитої виступив татарський шеститисячний загін Субхана Гази-Аги.
Брав участь у битві за Варшаву 28 — 30 червня 1656 року, в битвах польського війська під проводом Стефана Чарнецького з шведським військом біля Стшемешни (24 серпня) та Квідзина (жовтень).
Входив до складу Тишовецької конфедерації, створеної з метою організації відсічі шведським військам, що окупували значну частину Речі Посполитої.
У лютому 1657 року відправився з посольством в Туреччину з проханням покарати князя Трансильванії Юрія II Ракоці, який спільно зі шведськими військами Карла X Густава увійшов на чолі сорокатисячного трансильванського війська в Польщу і спустошив великі її частини. У тому ж році був послом короля в Москві.
У 1659 році був обраний маршалком конфедерації, створеної групою шляхти і солдатів, які тривалий час не отримували обіцяну грошову винагороду. Домігся часткового погашення боргу.
У 1660 році брав участь у битвах із московськими військами під Любаром і Чудновом, де московсько-козацька армія під командуванням боярина Василія Шереметєва і наказного гетьмана Тимоша Цюцюри зазнали поразки.
У 1663 році був направлений каштеляном до Сяноку.
Наприкінці 1660-х років став прихильником гетьмана Яна Собеського, під його командуванням у ході польсько-козацько-татарської війни (1666–1671) взяв участь у битві під Брацлавом (26 серпня 1671).
У листопаді 1673 бився з турками під Хотином. 1674 року голосував із Руським воєводством на елекції короля Яна III Собеського. У 1676 став київським каштеляном, в 1680 році призначений чернігівським воєводою, в 1683 — подільським.

## Родина
Був одружений із Зофією Конєцпольською, дочкою Александра Конєцпольського (близько 1585 — близько 1630), серадзького підкоморія.